# Karl-Heinz Ernst
Karl-Heinz Ernst (* 18. Januar 1942 in Fritzlar) ist ein ehemaliger deutscher Politiker (SPD) und Abgeordneter des Hessischen Landtags.

## Ausbildung und Beruf
Nach dem Abschluss der Realschule 1959 machte Ernst eine Ausbildung bei der Kreisverwaltung Fritzlar. Er arbeitete im gehobenen Dienst beim Regierungspräsidenten Kassel zuletzt als Amtmann in der Personalverwaltung.

## Politik
Seit 1963 ist Ernst Mitglied der SPD und war dort stellvertretender Vorsitzender des Unterbezirks Schwalm-Eder.
Ab 1969 war er Stadtverordneter in Fritzlar und wurde dort Fraktionsvorsitzender der SPD.
Vom 1. Dezember 1970 bis zum 4. April 1999 war er Mitglied des Hessischen Landtags. Von 1977 bis 1985 war er stellvertretender Vorsitzender der SPD-Fraktion und vom 21. Februar 1984 bis zum 17. Februar 1987 Vizepräsident des Landtags.
1974 war er Mitglied der 6. und 1984 Mitglied der 8. Bundesversammlung.

## Weblink
- Karl Heinz Ernst. Abgeordnete. In: Hessische Parlamentarismusgeschichte Online. HLGL & Uni Marburg, abgerufen am 16. Juni 2024 (Stand 28. November 2023).

| Personendaten    | Personendaten                  |
| ---------------- | ------------------------------ |
| NAME             | Ernst, Karl-Heinz              |
| KURZBESCHREIBUNG | deutscher Politiker (SPD), MdL |
| GEBURTSDATUM     | 18. Januar 1942                |
| GEBURTSORT       | Fritzlar                       |